# 扎比洛奇恰
50°23′59″N 29°22′25″E / 50.39972°N 29.37361°E
扎比洛奇恰（烏克蘭語：Забілоччя）是烏克蘭北部的村莊，隸屬日托米爾州的日托米爾區。該村處於比爾卡河畔，面積3.45平方公里，海拔高度168米，2001年人口669。